# Frørup Sogn (Nyborg Kommune)

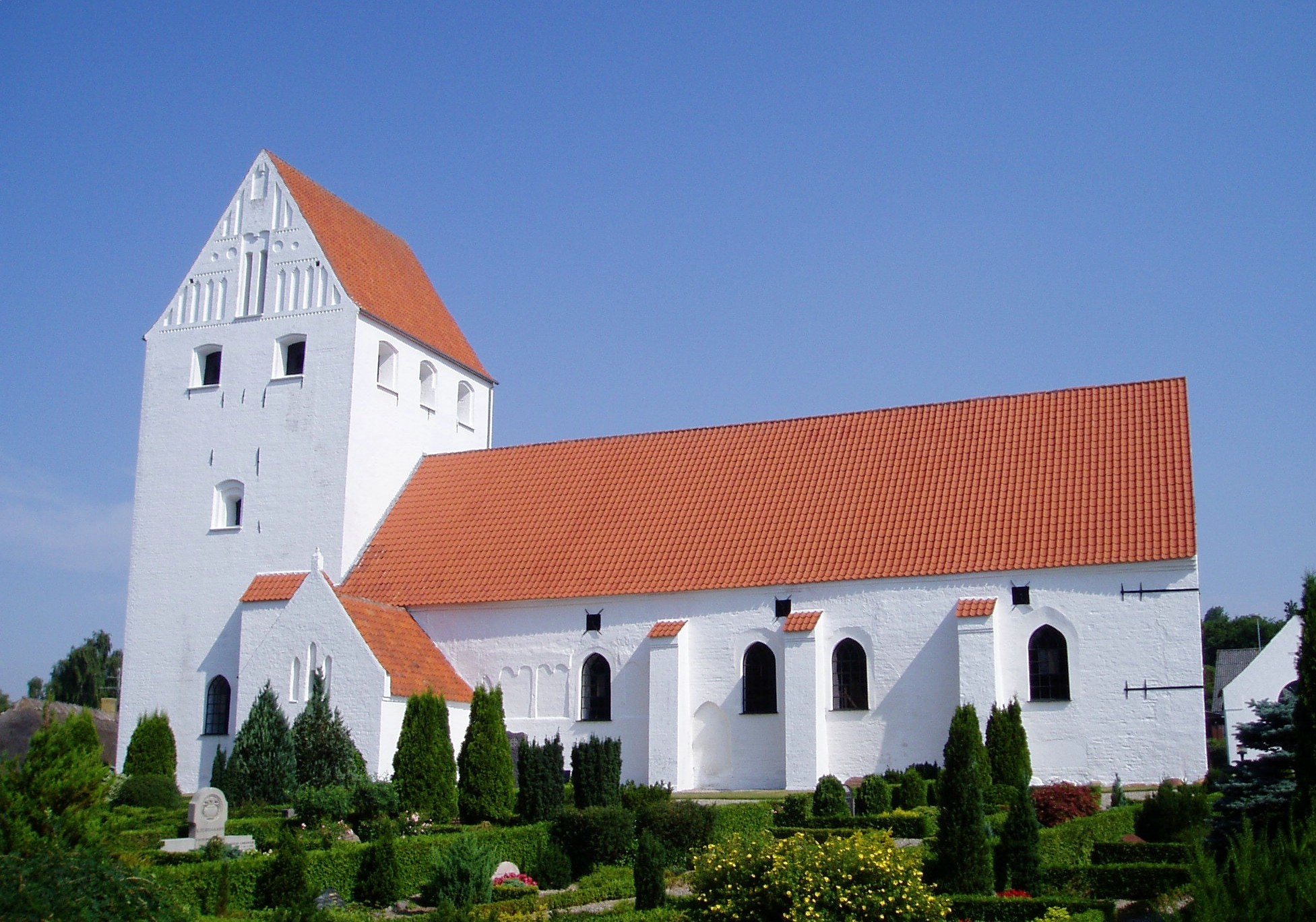
Frørup Kirke

Frørup Sogn ist eine Kirchspielsgemeinde (dän.: Sogn)
auf der Insel Fyn (dt.: Fünen) im südlichen Dänemark.
Bis 1970 gehörte sie zur Harde Vindinge Herred im damaligen Svendborg Amt, danach zur Ørbæk Kommune im
Fyns Amt, die im Zuge der  Kommunalreform zum 1. Januar 2007 in der
Nyborg Kommune in der Region Syddanmark aufgegangen ist.
Am 1. Oktober 2010 wurde der ehemalige Kirchenbezirk Tårup Kirkedistrikt im Frørup Sogn mit der Abschaffung der dänischen Kirchenbezirke ein selbständiges Sogn Tårup Sogn.
Im Kirchspiel leben 763 Einwohner, davon 393 im Kirchdorf (Stand: 1. Januar 2023).
Im Kirchspiel liegt die Kirche „Frørup Kirke“.
Nachbargemeinden sind im Norden Vindinge Sogn, im Osten Tårup Sogn, im Süden Langå Sogn und Svindinge Sogn und im Westen Ørbæk Sogn.